# Anthar Yahia
Ne doit pas être confondu avec Alaeddine Yahia.
Pour les articles homonymes, voir Yahia.
Antar Yahia (en arabe : عنتر يحيى), né le 21 mars 1982 à Mulhouse en France, est un ancien footballeur international algérien. Après son expérience en tant que directeur technique de l'académie du Spartak Moscou de janvier 2022 à juin 2023 il décide de passer ses diplômes d'entraîneur en obtenant l'UEFA A en juin 2023, actuellement il passe son Diplôme d'Etat Supérieur mention football à la fédération française de football et occupe le poste d'entraîneur adjoint sur les U17 nationaux au centre de formation d'Angers SCO.
Il compte 53 sélections en équipe nationale d'Algérie entre 2004 et 2012.

## Biographie

### Carrière sportive
Antar Yahia naît à Mulhouse en Alsace, d'origine algérienne chaouie (Sedrata dans la wilaya de Souk-Ahras)
À l'âge de 14 ans, Yahia rejoint le FC Sochaux pour sa formation professionnelle. Il finit sa formation au sein de l'Inter Milan.

#### SC Bastia
Yahia commence sa carrière professionnelle lorsqu'il est prêté par l'Inter en 2001 au SC Bastia. Il fait ses débuts en équipe première le 16 janvier 2002 contre l'Olympique Lyonnais, en remplacement de Cédric Uras à la 43e minute .
Après quatre années réussies à son poste, Yahia est transféré à l'OGC Nice.

#### OGC Nice
Après la relégation du SC Bastia, Yahia signe un contrat de quatre ans à l'été 2005 en faveur de l'OGC Nice. Durant sa première saison, il joue la plupart des matchs. Cependant il devient progressivement remplaçant, notamment au début de la saison 2006/2007. Il décide de se relancer en changeant de club.

#### VfL Bochum
En 2007, Leeds United (évoluant en Championship anglaise) et le VfL Bochum (1.bundesliga allemande) sont intéressés par Yahia. Il réalise quelques essais très concluants pour les deux clubs, ceux-ci entrant alors dans une vive concurrence pour le récupérer. Yahia choisi alors le club de Bochum et donc la Bundesliga.
Le 30 janvier 2007, il a joué son premier match de Bundesliga contre le Bayern Munich. Rapidement, il devient un acteur important du club et gagne une place de titulaire au sein de la défense centrale. Son contrat court jusqu'en 2011. Il obtient le 4 janvier 2010  le titre de meilleur footballeur arabe de l'année 2009.
Lorsque le VfL Bochum est relégué en fin de la saison 2009/2010, Yahia émet le souhait quitter le club après la Coupe du monde en déclarant " En effet, j'ai décidé de quitter Bochum " puisque " je ne peux pas jouer à un niveau inférieur ". Il explique aussi qu'il était conscient de l'intérêt de certains clubs en France, mais qu'il prendrait sa décision après la Coupe du monde. Finalement, le 13 octobre 2010, Yahia signe une prolongation de contrat avec le VfL Bochum jusqu'au 30 juin 2014.

#### Al-Nassr
Le 17 juillet 2011, malgré trois années restantes de son contrat avec Bochum, Yahia a accepté de rejoindre le club saoudien d'Al Nasr Riyad. Le 1er août 2011, la décision est officialisée par la signature d'un contrat de deux ans avec le club. Le 21 janvier 2012, Yahia et Al-Nassr décident d'un commun accord de mettre fin à leur collaboration.

#### FC Kaiserslautern
Le 25 janvier 2012, Yahia retourne en Allemagne et signe deux ans et demi avec FC Kaiserslautern. Avec cette équipe de tradition de la Rhénanie-Palatinat, l'algérien souffre de la relégation de son équipe en deuxième division allemande.

#### Espérance sportive de Tunis
En Janvier 2013, l’International Algérien signe en faveur de l’Espérance Sportive de Tunis un contrat de 2 ans et demi. Il part pour l'Afrique du Nord et le Maghreb pour la première fois au niveau d'un club. Il décide néanmoins de quitter la Tunisie au bout d'une saison.

#### Platanias FC
En janvier 2014, il signe en faveur du club grec Platanias FC.

#### Angers SCO
Pour la saison 2014-2015, le joueur rejoint la Ligue 2 à travers le Angers SCO pour une durée de 2 ans. Il déclare " après les contacts établis en janvier, ma priorité était de venir à Angers. Je crois au projet du club, je suis convaincu par celui-ci. C'est un choix par conviction et j'ai désormais une grosse responsabilité " . Par surprise, Antar ne joue aucun match en Ligue 2 et ne peut donc pas partager la promotion des Scoïstes en Ligue 1. À la suite d'une blessure, Yahia doit se contenter de jouer avec l'équipe réserve en cinquième division française.

#### US Orléans
À la mi-saison 2015-2016, il est prêté en National à l'US Orléans. Dans le Loiret, il devient titulaire et atteint une promotion pour la première fois de sa carrière. Le 22 juin 2016, il s'engage définitivement avec Orléans pour une durée d'un an. Il annonce sa retraite sportive fin décembre 2016 et y prend les fonctions de directeur sportif.

#### Carrière en équipe nationale
Antar Yahia est un international algérien qui compte 53 sélections et 12 capitanats pour 6 buts. Il est le premier joueur à profiter de la nouvelle loi FIFA de 2004 concernant les nationalités sportives (loi qui sera renforcée en 2009), grâce au président de la FAF, Mohamed Raouraoua, ainsi qu'au directeur technique de l’équipe nationale d’Algérie, Stephane Pauwels. Il devient ainsi l'initiateur d'une démarche sportive, critiquée largement en France, concernant les binationaux, en impulsant ainsi, un nouveau souffle à l'équipe nationale algérienne. Il endosse pour la première fois le maillot algérien le 15 janvier 2004 face au Mali (0-2).
Le 18 novembre 2009, grâce à un splendide but marqué à la 40e minute contre l'Égypte, il permet à la sélection algérienne de se qualifier pour la Coupe du monde 2010 lors d'un match d'appui sous très haute tension, joué sur terrain neutre au Soudan. Il est surnommé par la suite, le héros de Oumdourman. Commentant ce but contre Essam al-Hadary dans le match barrage au Soudan, Algérie - Égypte, il déclare en arabe : " On a tiré à terre, il l'a attrapé. On a tiré dans les airs, il l'a attrapé. Alors on a tiré là où même le diable ne pourrait pas l’arrêter ! ". Il déclare aussi : " L'Algérie, c'est le pays des hommes. Cette qualification, je la dédie aux 1 million et demi de martyrs ". Promu capitaine (à la place de Yazid Mansouri) pendant la Coupe du monde 2010, il est injustement expulsé à la dernière minute du match Algérie - États-Unis (défaite 0-1), qui scelle l'élimination des Fennecs de cette compétition, pour avoir tenté de calmer ses coéquipiers après l'ouverture du score tardive de Landon Donovan.
Antar Yahia décide de prendre sa retraite internationale le 1er mai 2012. " C’était pour moi une décision très difficile qui m’a donnée à réfléchir pendant longtemps, mais à un moment donné il faut savoir partir et laisser la place à une nouvelle génération qui arrive pour construire quelque chose de beau en équipe nationale. C’est une décision qui me fait mal au cœur, car une grande histoire d’amour me lie à l’équipe nationale et au public algérien avec qui j’ai partagé des moments d’émotion tout au long de ma carrière internationale. Je souhaite de tout cœur bonne chance à l’équipe nationale, surtout pour ces prochaines échéances et je resterai le supporter numéro un de l’équipe nationale durant ces prochains matches " dira Antar Yahia avant d’ajouter sur le site de la FAF : " Je tiens à souligner que durant toute ma carrière internationale je n’ai jamais eu de problèmes ni avec mes coéquipiers ni avec mes entraîneurs ni avec les responsables du football car l’éducation, le fair-play et la sagesse sont mes devises dans le football et dans ma vie en général. Je remercie le président de la FAF et l’entraîneur national qui ont respecté ma décision ".

### Reconversion
Après avoir mené une carrière de joueur de football professionnel avec des passages dans différents pays tels que l'Italie, l'Allemagne, la Grèce, la Tunisie et l'Arabie Saoudite mais aussi en équipe nationale d'Algérie, il se lance dans le management sportif avec notamment l'obtention de deux diplômes qui sont le DUGOS à l'université LYON1 et le DU manager général au CDES Limoges. Ces deux formations lui permettent d'exercer la fonction de manager général au sein de l'US Orléans Loiret Football pendant trois années, menant ainsi différents projets structurants.
Lors de la rentrée 2017, il s'inscrit à la formation de manager général de club sportif dispensée par le Centre de droit et d'économie du sport de Limoges.
- En 2017 manager général au sein de l'US Orléans
- En 2020, il devient directeur sportif du club USM Alger[18], il est limogé  le 5 août 2021[19]
- En 2022 directeur technique de l’académie du club Spartak Moscou [20]
- De septembre 2022 à juin 2023 il passe son Brevet d'entraîneur de football  (UEFA A) qu'il a obtenu
- En 2023 il est nommé Directeur du développement au sein de l'Union Nord Africaine de football

### Vie privée
Il est marié depuis 2010 avec Karima, sœur de son éternel ami et coéquipier en sélection Karim Ziani.

## Statistiques

### En club
| Saison                | Club                  | Championnat           | Championnat | Championnat | Coupe(s) nationale(s) | Coupe(s) nationale(s) | Compétition(s) continentale(s) | Compétition(s) continentale(s) | Compétition(s) continentale(s) | Algérie | Algérie | Total | Total |
| Saison                | Club                  | Division              | M.          | B.          | M.                    | B.                    | Comp.                          | M.                             | B.                             | M.      | B.      | M.    | B.    |
| 2001-2002             | SC Bastia (prêt)      | Division 1            | 6           | 0           | 3                     | 0                     | -                              | -                              | -                              | -       | -       | 9     | 0     |
| 2002-2003             | SC Bastia             | Ligue 1               | 22          | 0           | 1                     | 0                     | -                              | -                              | -                              | -       | -       | 23    | 0     |
| 2003-2004             | SC Bastia             | Ligue 1               | 18          | 0           | 2                     | 0                     | -                              | -                              | -                              | 9       | 0       | 29    | 0     |
| 2004-2005             | SC Bastia             | Ligue 1               | 31          | 2           | 2                     | 0                     | -                              | -                              | -                              | 6       | 1       | 39    | 3     |
| Sous-total            | Sous-total            | Sous-total            | 77          | 2           | 8                     | 0                     | -                              | -                              | -                              | 15      | 1       | 100   | 3     |
| 2005-2006             | OGC Nice              | Ligue 1               | 21          | 0           | 4                     | 0                     | -                              | -                              | -                              | 2       | 0       | 27    | 0     |
| 2006-2007             | OGC Nice              | Ligue 1               | 9           | 0           | 2                     | 0                     | -                              | -                              | -                              | 3       | 0       | 14    | 0     |
| Sous-total            | Sous-total            | Sous-total            | 30          | 0           | 6                     | 0                     | -                              | -                              | -                              | 5       | 0       | 41    | 0     |
| 2006-2007             | VfL Bochum (prêt)     | Bundesliga            | 16          | 1           | -                     | -                     | -                              | -                              | -                              | 3       | 1       | 19    | 2     |
| 2007-2008             | VfL Bochum            | Bundesliga            | 33          | 2           | 2                     | 0                     | -                              | -                              | -                              | 8       | 1       | 43    | 3     |
| 2008-2009             | VfL Bochum            | Bundesliga            | 24          | 1           | 2                     | 0                     | -                              | -                              | -                              | 5       | 1       | 31    | 2     |
| 2009-2010             | VfL Bochum            | Bundesliga            | 18          | 1           | 2                     | 0                     | -                              | -                              | -                              | 11      | 1       | 31    | 2     |
| 2010-2011             | VfL Bochum            | 2. Liga               | 28+2        | 2+0         | -                     | -                     | -                              | -                              | -                              | 4       | 0       | 34    | 2     |
| Sous-total            | Sous-total            | Sous-total            | 121         | 7           | 6                     | 0                     | -                              | -                              | -                              | 31      | 4       | 158   | 11    |
| 2011-2012             | Al-Nasr Riyad         | SPL                   | 13          | 1           | -                     | -                     | -                              | -                              | -                              | 1       | 0       | 14    | 1     |
| Sous-total            | Sous-total            | Sous-total            | 13          | 1           | -                     | -                     | -                              | -                              | -                              | 1       | 0       | 14    | 1     |
| 2011-2012             | FC Kaiserslautern     | Bundesliga            | 11          | 0           | -                     | -                     | -                              | -                              | -                              | 1       | 1       | 12    | 1     |
| 2012-2013             | FC Kaiserslautern     | 2. Liga               | 2           | 0           | -                     | -                     | -                              | -                              | -                              | -       | -       | 2     | 0     |
| Sous-total            | Sous-total            | Sous-total            | 13          | 0           | -                     | -                     | -                              | -                              | -                              | 1       | 1       | 14    | 1     |
| 2012-2013             | Espérance Tunis       | LP1                   | 6+5         | 0           | 3                     | 0                     | C1                             | 4                              | 0                              | -       | -       | 18    | 0     |
| 2013-2014             | Espérance Tunis       | LP1                   | 1           | 0           | -                     | -                     | C1                             | 5                              | 1                              | -       | -       | 6     | 1     |
| Sous-total            | Sous-total            | Sous-total            | 12          | 0           | 3                     | 0                     | -                              | 9                              | 1                              | -       | -       | 24    | 1     |
| 2013-2014             | Platanias FC          | Super League          | 11          | 0           | -                     | -                     | -                              | -                              | -                              | -       | -       | 11    | 0     |
| Sous-total            | Sous-total            | Sous-total            | 11          | 0           | -                     | -                     | -                              | -                              | -                              | -       | -       | 11    | 0     |
| 2015-2016             | US Orléans            | National              | 14          | 1           | -                     | -                     | -                              | -                              | -                              | -       | -       | 14    | 1     |
| 2016-2017             | US Orléans            | Ligue 2               | 7           | 0           | -                     | -                     | -                              | -                              | -                              | -       | -       | 7     | 0     |
| Sous-total            | Sous-total            | Sous-total            | 21          | 1           | -                     | -                     | -                              | -                              | -                              | -       | -       | 21    | 1     |
| Total sur la carrière | Total sur la carrière | Total sur la carrière | 298         | 11          | 23                    | 0                     | -                              | 9                              | 1                              | 53      | 6       | 383   | 18    |

## En sélection nationale
| Saison                | Sélection             | Phases finales               | Phases finales | Phases finales | Phases finales | Éliminatoires CDM | Éliminatoires CDM | Éliminatoires CDM | Éliminatoires CAN | Éliminatoires CAN | Éliminatoires CAN | Matchs amicaux | Matchs amicaux | Matchs amicaux | Total | Total | Total |
| Saison                | Sélection             | Compétition                  | M              | B              | Pd             | M                 | B                 | Pd                | M                 | B                 | Pd                | M              | B              | Pd             | M     | B     | Pd    |
| --------------------- | --------------------- | ---------------------------- | -------------- | -------------- | -------------- | ----------------- | ----------------- | ----------------- | ----------------- | ----------------- | ----------------- | -------------- | -------------- | -------------- | ----- | ----- | ----- |
| 2003-2004             | Algérie               | CAN 2004                     | 4              | 0              | 0              | 3                 | 0                 | 0                 | -                 | -                 | -                 | 3              | 0              | 0              | 10    | 0     | 0     |
| 2004-2005             | Algérie               | -                            | -              | -              | -              | 4                 | 1                 | 0                 | -                 | -                 | -                 | 1              | 0              | 0              | 5     | 1     | 0     |
| 2005-2006             | Algérie               | -                            | -              | -              | -              | 1                 | 0                 | 0                 | -                 | -                 | -                 | 1              | 0              | 0              | 2     | 0     | 0     |
| 2006-2007             | Algérie               | -                            | -              | -              | -              | -                 | -                 | -                 | 3                 | 0                 | 0                 | 3              | 1              | 0              | 6     | 1     | 0     |
| 2007-2008             | Algérie               | -                            | -              | -              | -              | 4                 | 1                 | 0                 | 1                 | 0                 | 0                 | 3              | 0              | 0              | 8     | 1     | 0     |
| 2008-2009             | Algérie               | -                            | -              | -              | -              | 3                 | 1                 | 0                 | -                 | -                 | -                 | 2              | 0              | 0              | 5     | 1     | 0     |
| 2009-2010             | Algérie               | CAN 2010+Coupe du monde 2010 | 2+3            | 0+0            | 0+0            | 4                 | 1                 | 0                 | -                 | -                 | -                 | 2              | 0              | 0              | 11    | 1     | 0     |
| 2010-2011             | Algérie               | -                            | -              | -              | -              | -                 | -                 | -                 | 3                 | 0                 | 0                 | 1              | 0              | 0              | 4     | 0     | 0     |
| 2011-2012             | Algérie               | -                            | -              | -              | -              | -                 | -                 | -                 | 1                 | 1                 | 0                 | 1              | 0              | 0              | 2     | 1     | 0     |
| Total sur la carrière | Total sur la carrière | Total sur la carrière        | 9              | 0              | 0              | 19                | 4                 | 0                 | 8                 | 1                 | 0                 | 17             | 1              | 0              | 53    | 6     | 0     |

### Matchs internationaux
Le tableau suivant liste les rencontres de l'équipe d'Algérie dans lesquelles Antar Yahia a été sélectionné depuis le 15 janvier 2004 jusqu'au 29 février 2012.

## Palmarès

### En club
- OGC Nice
  - Finaliste de la Coupe de la Ligue en 2006.

## Distinction personnelle
- Joueur arabe de l'année : 2009